# سلطنة غلدي
سلطنة غلدي هي مملكة صومالية حكمت أجزاءً من القرن الأفريقي من أواخر القرن السابع عشر وحتى القرن التاسع عشر. حكم السلطنة سلالة غوبرون. حيث تم تأسيسها من قبل الجندي الجليدي إبراهيم أدير الذي هزم سلطنة أجوران وأسس بيت غوبرون. وصلت الدولة إلى ذروة قوتها تحت حكم السلطان يوسف محمود إبراهيم، الذي نجح في تعزيز قوتها خلال حروب برديرا عام 1843.